# Enrique Galwey
Enrique Galwey y de García – hiszpański malarz pochodzący z Katalonii.
Studiował na Królewskiej Katalońskiej Akademii Sztuk Pięknych św. Jerzego w Barcelonie. Był uczniem Joaquína Vayredy, który przekonał go do wyjazdu do Paryża. We Francji poznał impresjonizm i wyspecjalizował się w pejzażu. W 1897 r. otrzymał II medal na Krajowej Wystawie Sztuk Pięknych w Madrycie za dzieło Preludio de la noche, a w 1915 r. otrzymał I medal za Anochecer en el pinar. Na tej samej wystawie w 1922 r. w specjalnej sali wystawiono jego 22 prace olejne.